# Min and Bill
Min and Bill és una pel·lícula estatunidenca dirigida per George W. Hill, estrenada el 1930, protagonitzada per Marie Dressler i Wallace Beery i basada en la novel·la de Lorna Moon Dark Star, adaptada per Frances Marion i Marion Jackson. La pel·lícula explica la història de les tribulacions de Min, intentant protegir la innocència de la seva filla adoptada Nancy, alhora que estima i que lluita amb Bill, que viu a la fonda.
Dressler va guanyar l'Oscar a la millor actriu el 1931 per la seva actuació en aquest film.
Aquesta pel·lícula va ser un èxit i se'n va fer una seqüela Tugboat Annie on Dressler i Beery feien papers similars, i els llançava a estatus de superestrelles. Dressler se situava entre els deu primers a l'anuari de Quigley Publications' anuari el 1933, i les dues actuacions amb Dressler eren les responsables que Beery fos l'actor més ben pagat de la MGM durant els primers anys de la dècada del 1930, abans que Clark Gable li prengués aquesta corona; Beery tenia una clàusula al seu contracte de 1932 per ser pagat un dòlar per any més que qualsevol altre actor.

## Argument
Mins és la propietària d'un hotel costaner on viu Bill, el capità d'un vaixell costaner. També viu i treballa a l'hotel Nancy, una jove que Min va recollir anys enrere quan era una nena abandonada.

## Repartiment
- Marie Dressler: Min Divot
- Wallace Beery: Bill, un pescador
- Dorothy Jordan: Nancy Smith
- Marjorie Rambeau: Bella Pringle
- Don Dillaway: Dick Cameron
- DeWitt Jennings: Groot, el vigilant
- Russell Hopton: Alec Johnson
- Frank Mcglynn Sr.: M. Southard
- Gretta Gould: Sra. Southard

## Premis
- 1931: Oscar a la millor actriu per a Marie Dressler.